# Licuala borneensis
Licuala borneensis är en enhjärtbladig växtart som beskrevs av Odoardo Beccari. Licuala borneensis ingår i släktet Licuala och familjen Arecaceae. Inga underarter finns listade i Catalogue of Life.